# Thỏ Hotot

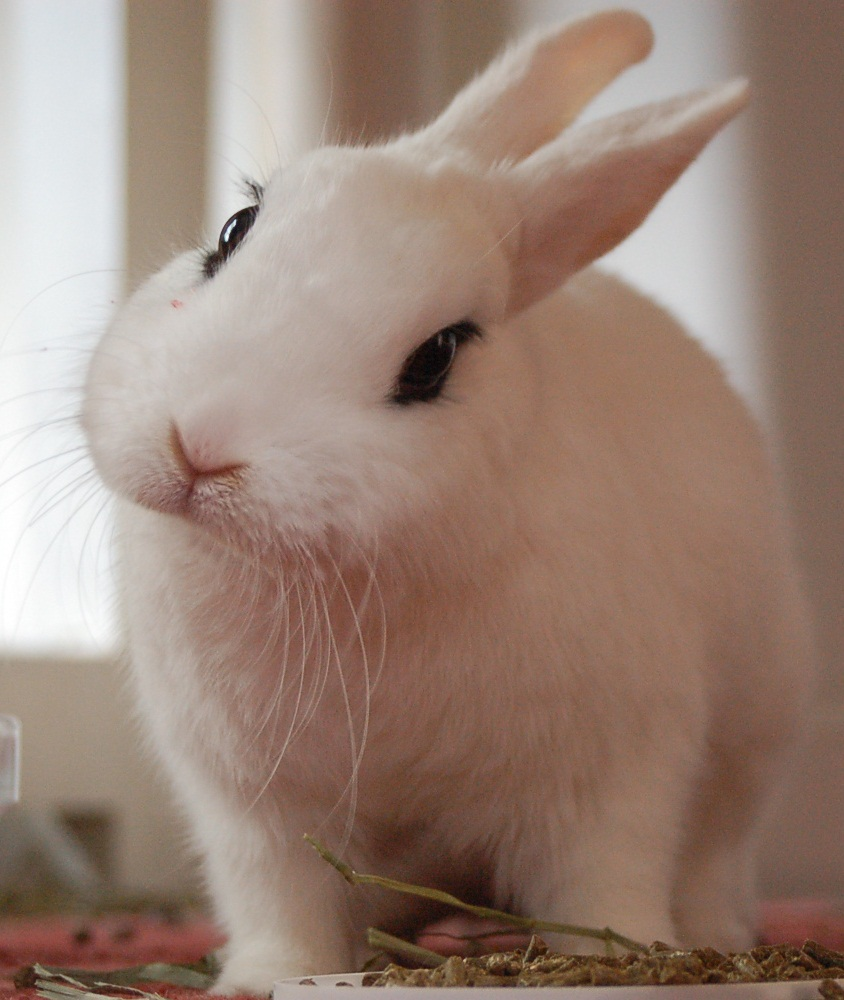
Một con thỏ Hotot

Thỏ Hotot (Blanc de Hotot) là một giống thỏ nhà có xuất xứ từ Hotot-en-Auge, một vùng đất nằm trong một thung lũng xanh tươi tốt của Normandy gần cảng LeHavre ở miền Bắc nước Pháp, một khu vực nổi tiếng với rượu táo và các sản phẩm sữa cao cấp. Blanc de Hotot có nghĩa là con thỏ trắng của Hotot.

## Đặc điểm
Điểm nối bật của nó là bộ lông trắng muốt, sáng bóng nhửng sợi lông bên ngoài trong suốt; đôi mắt tròn nâu với xung quanh là quần đen như mascara rộng khoảng 1 cm. Nó là một con thỏ nhỏ gọn, thỏ trắng um tùm với cảnh tượng giống như chiếc nhẫn màu đen xung quanh mắt. Blanc de Hotot là một giống năng động và nhiệt huyết.

## Lịch sử
Đầu tiên chúng được nuôi ở Hotot-en-Auge, Normandy, Pháp vào đầu những năm 1900, các giống lan rộng khắp châu Âu và Bắc Mỹ vào những năm 1920. Ban đầu được ưa chuộng tại Mỹ và bị suy giảm dân số trong Thế chiến II-kỷ nguyên châu Âu. Nó bắt đầu lan rộng một lần nữa trong năm 1960 và 1970, và đã được tái nhập khẩu vào Hoa Kỳ vào năm 1978. Ngày nay nó được công nhận bởi Hội đồng Anh và Rabbit Rabbit Breeders Association Mỹ, nhưng được coi là nguy cơ tuyệt chủng trên toàn cầu, với một danh sách "bị đe dọa.
Các Blanc de Hotot được phát triển trong Hotot-en-Auge, Normandy, Pháp bởi Eugenie Bernhard, một con thỏ giống nổi tiếng lai tạo để nhuộm màu trắng và màu đen mong muốn trên một con thỏ phù hợp cho cả sản xuất thịt thỏ và sản xuất lông thú. Khoảng năm 1902, Bernhard lai chéo thỏ Checkered, White Vienna và Flemish Giant, vào 1912 sản xuất những gì được công nhận là người đầu tiên thỏ Blanc de Hotot.
Năm 1920, một thành viên của giống xuất hiện trong chương trình lần đầu tiên tại triển lãm quốc tế d'aviculture tại Paris, Pháp, và họ đã chính thức được công nhận là giống trong năm 1922. Trong năm 1921 và 1922, chúng lần đầu tiên được xuất khẩu sang Hoa Kỳ. Thế chiến II do dân số lớn giảm, gần như dẫn đến sự tuyệt chủng cho loài này ở Pháp, Hà Lan và Đức.